# أسماء الزرعوني
أسماء الزرعوني روائية وقاصة إماراتية، ولدت في إمارة الشارقة عام 1961.

## من حياتها
- عندما سُئلت أسماء "ما هو الباب الجمالي الذي فتحه لك طموحك وإصرارك؟" أجابت: "طفولتي بين أب مثقف اختبئ في مكتبته المتواضعة وأنا أقلب صفحات الكتب دون أن أستوعب ما تحمله الكلمات الغريبة عني وعن كتب المدرسة الابتدائية، لكنني كنت أعشق تلك الكلمات".[3] وتابعت قائلة: "وأُمني نفسي بأنني سأرسم خريطتي من هنا، ليأتي معه الحلم بين دفات الموج والرمال الفضية، التي كنت أخط بأناملي الصغيرة، متنقلة بين الحرف والكلمة، وحيّ الشويهين في إمارتي الباسمة الشارقة، رغم أن دراستي لم أكملها في الفترة المسائية بسبب العادات والزواج في سن مبكرة، ومن داخل العائلة أكملت، وأحببت المجتمع المدرسي، وأحببت طالباتي وعشت هموم المعلمات، فكتبت عنه".[3]
- وعن تجربتها تقول: "كانت العادات والتقاليد مقدسة عند العائلة، وكلمة العيب تقف في طريقي، ومجتمع شبه مغلق في ذلك الوقت، لكن الكتابة كانت تختنق، وتريد الانطلاق والإفراج عنها، ولأنني كنت قارئة بالدرجة الأولى لكل شيء يقع في يدي، مع حرصي على اقتناء المجلات، وجدت ضالتي فيها، أكتب وأختفي خلف الأسماء المستعارة.[3] وكانت فرحتي بحجم الكون، خاصة وأنا أجد كلماتي تتوسط المجلات والصحف إلى درجة أنني كنت أشتري أكثر من نسخة. كنت أحارب وأقف في وجه المدفع حتى استطعت أن أنشر في الصحف المحلية باسمي الصريح عام 1988م، كانت قصة بعنوان: عندما يجف النبع".[3]
- وتتحدث أسماء عن فترة الثمانينيات: "هذه الفترة كانت فترة انفتاح بالنسبة لي ولصديقاتي المبدعات، فكان التشجيع من شخصية نحبها جميعًا، قرينة صاحب السمو حاكم الشارقة سمو الشيخة جواهر بنت محمد القاسمي رئيسة المجلس الأعلى لشؤن الأسرة. حيث شجعتنا على تأسيس رابطة للأديبات نهاية عام 1989م، في نادي المنتزه للفتيات برئاسة القاصة شيخة الناخي، وعضوية الأديبات صالحة غابش وكلثم عبدالله وفاطمة الحاج وعلياء جوهر وأخوات عربيات مقيمات في دولة الإمارات، وسموها هي الرئيسة الفخرية للرابطة".[3]
- وعن النقد والنقاد تقول: "النقد في وقتنا الحاضر قلّ كثيرًا، ولم أجد النقد الذي نطمح إليه لكنني سعدت بالنقد التي كتبتها الناقدة العمانية د. سعيدة الفارسي، عن روايتي (شارع المحاكم) وأيضًا الناقدة د. آمنة يوسف من اليمن، حول روايتي (عفراء)، كما أتمنى أن يكون النقد بخير، أما النقاد الإماراتيون فهم لا يعدون على الأصابع".[3]

## المسيرة المهنية
حصلت على دبلوم التأهيل التربوي قسم المكتبات، وحصلت على درجة البكالوريوس في التربية مكتبات، عام 1988م،. عضو مجلس إدارة اتحاد كتاب وأدباء الإمارات وتشغل منصب نائبة رئيس اتحاد كتاب وأدباء الإمارات. سفيرة المجلس الإماراتي لكتب اليافعين، وعضوة في اتحاد كتاب وأدباء العرب، وعضوة في مجلس إدارة رابطة أديبات الإمارات، وعضوة في مجلس الفكر والحوار في المجلس الأعلى لشؤون الأسرة، وعضوة في جمعية حماية اللغة. تشغل حاليًا منصب رئيسة مجلس أمناء ملتقى الإمارات للابداع الخليجي. نشرت أغلب قصصها ومشاركاتها في الصحف والمجلات المحلية والعربية من ضمنها أول قصة لها “عندما يجف النبع”. كتبت مقالة أسبوعية بصحيفة الرؤية الإماراتية من ديسمبر 2012 إلى أبريل 2015. اختيرت مجموعة من قصصها لمنهج وزارة التربية والتعليم والشباب بدولة الإمارات.

## أعمالها

### مساهمات في منهج وزارة التربية والتعليم في دولة الإمارات
قصتان في منهج الأول الابتدائي (أحمد والسمكة، العصفورة والوطن قصتان في منهج الرابع الابتدائي (الصندوق الأزرق)، سلامة.

### إصدارات للأطفال
- أحمد والسمكة، العصفورة والوطن عام 1994.
- غابة السعادة عام 1996م، قصص وأشعار لأحبتنا الصغار 1997.
- قصة سلامة عام 2000م صادرة عن اتحاد كتاب وأدباء الإمارات.
- قصة حكيمة عام 2004م  صادرة عن اتحاد كتاب وأدباء الإمارات.
- مرزوق ومزنة 2009 م وزارة الثقافة وتنمية المعرفة.
- دانة والجدة 2010م غرفة تجارة وصناعة عجمان.
- - حكاية هند 2012م وزارة اللثقافة والإعلام حياة المغفور له الشيخ زايد للأطفال 2014م.[4]

### النتاج الروائي
- “الجسد الراحل”، 2004
- “شارع المحاكم – متوالية الحب والوجع”،2011
- “لا تقتلني مرتين”، 2015.[2]

### النتاجات الأخرى
- “همس الشواطئ” (مجموعة قصصية)، 1995
- “قصص وأشعار لأحبتنا الصغار”، 1995
- ذا المساء لنا” (شعر)، 1997
- لامة” (قصة للأطفال)، 2000
- إمارة الشارقة عام 1961“أحمد أمين المدني – متوالية العزلة والحنين” (إعداد)، 2002
- كيمة” (قصة للأطفال)، 2004
- “بوح الحمام” (شعر)، 2008
- “مرزوق ومزنة وقصص أخرى” (مجموعة قصصية)، 2009
- “همس الشواطئ الفارغة” (مجموعة قصصية)، 2010
- “الشيخ زايد شمس لا تغيب”، 2014.[2]

## مشاركات خارجية
- ملتقى المبدعات تونس.
- مهرجان المدينة المنورة بالمملكة العربية السعودية.
- ملتقى الاتحاد العام للكتاب والأدباء العرب في القاهرة.[4]

## الجوائز
- جائزة الشرف من دائرة الثقافة والإعلام بالشارقة في مجال الكتابة للطفل 1996
- جائزة معرض الشارقة الدولي للكتاب في دورته الثامنة والعشرين عن فئة أفضل كتاب محلي في مجال الإبداع الأدبي عن المجموعة القصصية “مرزوق ومزنة وقصص أخرى”
- جائزة الشيخة شمسة بنت سهيل للنساء المبدعات في عام 2011.[2]